# NormalMan
(Lillo & Greg nella sigla iniziale della serie)
NormalMan è un programma radiofonico e una serie televisiva tratta dall'omonimo fumetto del 1991, creato da Lillo Petrolo. Reso noto al grande pubblico dai comici Lillo & Greg nel loro programma radiofonico 610, in onda su Rai Radio Due dal 2004, approda in televisione sul canale televisivo GXT nel 2006. È stato anche replicato su K2 fino al 2012.
Il 29 ottobre 2011 Lillo Petrolo presenta al Lucca Comics & Games il libro a fumetti di NormalMan.

## Trama
Piermaria Carletti è un uomo cento volte più debole, stupido e inetto di un uomo normale. Un giorno però un'astronave aliena atterra sul suo orto lasciando tracce di texylonio. Piermaria mangia i pomodori che lo rendono cento volte più potente e diventa quindi "normale". Decide di cucirsi un costume da supereroe diventando NormalMan, per aiutare la gente in difficoltà. Tuttavia, essendo un eroe "normale", necessita di tempi relativamente lunghi per il cambio di abiti. Questo talvolta compromette il buon esito dei suoi interventi.
(Lillo & Greg nella frase conclusiva di ogni episodio)

## Personaggi
Le avventure di NormalMan sono caratterizzate da una serie di personaggi ricorrenti e occasionali interpretati da un ridotto gruppo di attori.

### NormalMan
NormalMan, interpretato dal suo stesso ideatore Lillo Petrolo, è una parodia del supereroe Superman, al quale si contrappone in quanto "normal-eroe", dotato di "normal-poteri" che combatte contro "normal-nemici". Tuttavia, come nella tradizione dei supereroi, anche le sue caratteristiche per quanto normali sono l'effetto fortuito di un evento potenzialmente letale. Nelle sue avventure, ambientate a Roma, NormalMan si cimenta in una serie di buone azioni quali l'aiuto di persone in difficoltà, il richiamo al rispetto del senso civico e il dissipare litigi.

### Amnesy
Amnesy, interpretato da Claudio Gregori, è un sedicente supereroe, amico di NormalMan, con grandi problemi di amnesia. È l'unico personaggio a mostrare, in alcune circostanze, veri e propri poteri sovrannaturali; ad esempio, dopo vari tentativi a vuoto, riesce ad alterare gli agenti atmosferici. In un episodio della serie, si convince di essere diventato invisibile e in un altro si scopre che il suo potere è quello di poter usare la memoria degli altri per ricordarsi le cose (infatti dopo aver messo la mano sulla testa di Normalman, si ricorda chi è e qual è il suo potere).

### L'assicuratore
L'assicuratore, interpretato da Simone Colombari, importuna le persone parlando loro dei pericoli che corrono e propone insistentemente polizze assicurative con cui cautelarsi.

### L'attore cane
L'attore cane, interpretato da Claudio Gregori, è un pessimo attore, scartato dal teatro in cui recita malamente Shakespeare. Fa dannare Lillo e la troupe nelle riprese della serie in una sorta di metaracconto.

### La barista mora
La barista mora, interpretata da Virginia Raffaele, è di madrelingua spagnola e si cimenta in divertentissimi tormentoni che fanno perdere tempo a Piermaria Carletti che dovrebbe usufruire della toilette del bar per trasformarsi in NormalMan.

### La famiglia Bocci
La famiglia Bocci, interpretati da Chiara Sani e Simone Colombari, sono i vicini di casa di Piermaria Carletti, al quale spesso chiedono piccoli aiuti che però rifiuta puntualmente dichiarandosi inetto per non destare sospetti sulla sua identità segreta.

### Il cafone
Il cafone, interpretato da Simone Colombari, è un coatto di prima categoria che non riesce ad avere successo con le donne. Questo lo porta ad odiare coloro "che ci sanno fare". Indossando delle maschere alla Diabolik, si sostituisce a raffinati uomini in incontri galanti, mandando all'aria l'atmosfera romantica grazie ai suoi zotici modi.

### La signora Cassani
La signora Cassani, interpretata da Virginia Raffaele, è un'anziana pensionata innamorata di NormalMan, vicina di Piermaria Carletti, che indossa sempre orrendi gambaletti.

### Il fumatore
Il fumatore, interpretato da Claudio Gregori, è un accanito fumatore frustrato dalle recenti normative europee contro il fumo nei luoghi pubblici che si vendica infrangendole di proposito, celato da un improbabile costume a forma di sigaretta.

### Fiatella
Fiatella, interpretata da Valentina Paoletti, si ingozza sbadatamente con un pacco famiglia di patatine alla cipolla scadute da due anni. Le conseguenze sull'apparato digerente e sull'alito sono devastanti. L'infanzia e l'adolescenza scorrono infelici e da adulta decide di sfruttare questa sua caratteristica per rivalersi nei confronti del prossimo, che da sempre la evita ed allontana.

### L'indicatore
L'indicatore, interpretato da Claudio Gregori, è un attore fallito che ottiene un colloquio di lavoro con Martin Scorsese in via della Mercede. Non essendo pratico del centro di Roma, chiede indicazioni, che risultano essere sbagliate. Arriva quindi in ritardo perdendo l'opportunità. Decide di vendicarsi diventando l'indicatore, un super-criminale che fornisce indicazioni sbagliate per disorientare la gente.

### L'intrigante donzella bionda
L'intrigante donzella bionda, interpretata da Chiara Sani, è la collega e la donna dei sogni del ragionier Piermaria Carletti. La stessa tuttavia subisce fatalmente il fascino di NormalMan.

### Il nerd
Il nerd, interpretato da Claudio Gregori, lasciato dalla fidanzata che lo accusa di essere una persona esageratamente seriosa e cupa, si trasforma radicalmente in un burlone grottesco dopo aver mangiato accidentalmente delle patatine al formaggio radioattive. Da allora, scorrazza in giro per la città facendo scherzi stupidi. Caratterizzato da un berretto con elica e dall'iniziale ostentata sul costume (una M invece di una N).

### La buontempona
La buontempona, interpretata da Chiara Sani, nelle apparizioni più recenti, fa coppia con "Il nerd".

### Petoman
Il suo nome già dice tutto. Interpretato da Claudio Gregori, si diverte ad entrare in azione in ascensori affollati.

### Il posteggiatore
Il posteggiatore, interpretato da Simone Colombari, è un posteggiatore abusivo che chiede soldi per il parcheggio minacciando di rigare l'auto. Dopo che NormalMan lo ha mandato sulla retta via, riceve un messaggio e scopre che quel posteggiatore faceva parte di una banda di Supercriminali: "La setta degli scorbutici".

### Il rivelatore
Il rivelatore, interpretato da Greg, è sulla soglia dell'adolescenza e non regge all'urto di sapere dai genitori che Babbo Natale non esiste. Questo trauma mai superato lo porta da grande a vendicarsi contro il mondo intero rivelando a destra e a manca inopportune verità, disseminando delusione, litigi e rotture.

### Il rockettaro
Il rockettaro è il classico vicino che tiene il volume alto, uno dei tipici casi da affrontare per il nostro normal-eroe. È interpretato da Greg sotto forma di giovanottone punk del nord-est italico, musica-dipendente, purché si resti nel suo genere. A lui il nome Iva Zanicchi fa pensare ad un possibile gruppo Rock ("i Vazanicchi"). Il vivace costume con cui va in giro NormalMan può invece apparirgli come la divisa di una qualche corrente punk-rockettara. Fu un colpo all'orecchio per il mansueto Piermaria Carletti e l'anziana signora Cassani quando un giorno mentre conversavano vennero interrotti dai fragorosi decibel del chiassoso vicino. Toccherà a NormalMan convincerlo ad utilizzare le cuffie, a patto però di costringere "se-stesso-Piermaria" ad adoperare la medesima precauzione quando ascolta il suo idolo Gigi D'Alessio. In un episodio sono le urla del ragazzotto ad inquietare il vicinato. Il rockettaro si danna per le difficoltà ad aprire la pellicola trasparente di un raro CD senza deturpare tale "reliquia". NormalMan deve darsi a gambe quando nel cercare di aiutarlo, nonostante i "grandi" sforzi non riesce nell'intento, anzi, fa maldestramente cadere il preziosissimo artefatto giù dalla finestra.

### La signora delle pulizie
La signora delle pulizie, interpretata da Valentina Paoletti, non è certo una supercriminale, tuttavia è indubbiamente la peggiore nemica di NormalMan. Borgatara, zitella acida, addetta alle scale del condominio dove vive Piermaria Carletti, non lascia mai procedere NormalMan quando questi si accinge a precipitarsi in qualche missione, poiché "per terra è bagnato e l'ascensore pure". In una puntata si innamora del Cafone.

### Il venditore di calzini
Il venditore di calzini, interpretato da Greg, è un napoletano che disturba la gente chiedendole di comprare i suoi calzini. 

### Il venditore porta a porta
Il venditore porta a porta, interpretato da Greg, ipnotizza la gente convincendola ad acquistare improbabili articoli, tipo "l'enciclopedia completa sulla storia delle tende da doccia".

### Il vigile urbano infame
Il vigile urbano infame, interpretato da Greg, si aggira per la città alla ricerca di vittime da sanzionare ("devo multare... devo multare qualcuno... devo multare"). Ricorre spesso a mezzi subdoli, come ad esempio piazzare divieti di sosta in luoghi dove un attimo prima aveva consigliato di parcheggiare. Smascherato da NormalMan ed espulso dal corpo dei vigili, promette di risorgere come nuovo supercriminale: l'ausiliario.

### Zizzania
Virginia, interpretata da Virginia Raffaele, è una dolce bambina respinta dalla mamma ed il papà che la detestano preferendole sua sorella, la pestifera Chiara (Chiara Sani) che prima la maltratta e poi le istiga i genitori contro accusandola ingiustamente di ogni malefatta. Cresce quindi con gravi problemi psichici, sviluppando un generalizzato odio per il prossimo che sfoga da grande diventando la supercriminale Zizzania. Seminerà panico causando malintesi e facendo litigare la gente. È caratterizzata da un notevole difetto di dizione che non le fa pronunciare bene la zeta, ma non è proprio riuscita a trovarsi un altro nome adeguato.

## La serie
La chiave della comicità della serie è la trasposizione dello stereotipo del supereroe in maschera in un contesto quasi epico a uno concreto. Alla tipicità degli indigeni romani vengono poi spesso affiancati personaggi di altre regioni italiane, turisti o lavoratori immigrati.
Così quando NormalMan si aggira in città in costume, la divisa da supereroe non riesce a incutere timore nemmeno a un parcheggiatore abusivo che gli intima il pagamento della sosta.
La cieca devozione all'aiuto del prossimo lo rende un beniamino, ma realisticamente finisce per scatenare l'animo approfittatore di alcuni dei suoi beneficiati, che lo costringono a compiti impropri come tenere ferma un'antenna TV difettosa per la durata di una partita di calcio. E c'è anche chi arriva a chiedergli il cellulare in prestito per rubarglielo.
Similmente allo schema delle serie di ispirazione statunitense, ma sempre in parodia grottesca, v'è il super-nemico, è puntualmente un disadattato, una povera vittima di una qualche sfortuna originale.

## Il fumetto
L'omonimo fumetto, che ha ispirato la serie, è stato creato da Lillo Petrolo, illustrato da Luca Usai e pubblicato dalla Salani nel 2011.
- Normalman Volume 1 - Le Origini[3]
- Normalman Volume 2 - Tutti contro Normalman[4]